# Torarin lovtunga
Torarin lovtunga (Þórarinn loftunga), cirka 980 – 1045, var en isländsk furstelovskald hos Knut den store och senare också hos dennes son, den norske lydkungen Svein Alfivasson. Tillnamnet lovtunga fick han eftersom han i sina kungahyllningar gärna använde ett starkt rosande språk.

## Levnad
Det enda man vet om Torarin kan läsas i Heimskringla. Det sägs att han var islänning till börden, en stor skald, och hade vistats mycket hos konungar eller andra hövdingar. Förmodligen kom han från en släkt som hyste en nedärvd fiendskap till Olav den helige, vilket förklarar att han, troligen år 1025, sökte sig till Knut den store som var Olavs värste ovän.
Torarins första möte med Knut avlöpte dock ganska illa. Han hade diktat en visflock om kungen, vilket gjorde denne rasande. Knut ansåg det nämligen vara en förolämpning att komma till en så stor konung med en ynka flock – eller som han själv uttryckte det, en dræplingr (stump-drapa). Skalden befalldes att till nästa dag ha färdigt en drapa, i annat fall skulle han bli hängd. Torarin satte då in ett omkväde (stef) i flocken, varpå han lade till några extra strofer. I skaldelön fick han behålla livet och därtill femtio mark silver. Drapan kom därför att kallas Huvudlösen.
Efter denna dåliga början tycks Knut ha satt stort värde på sin skald. Då Knut år 1028 drog i härnad mot Norge, följde Torarin med honom. Det sista vi vet om skalden är att han från och med år 1031 uppehöll sig hos Knuts son och lydregent Svein Alfivasson i Norge.

## Verk

### Huvudlösen (Hǫfuðlausn)
Endast omkvädet har bevarats: "Knut värjer sitt land som Gud sitt himmelrike." 

### Tögdrapa (Tǫgdrápa)
Dikten handlar om Knut den stores seglats till Norge år 1028, och är en ögonvittnesberättelse eftersom Torarin själv deltog i färden. Namnet har drapan fått eftersom den är författad på töglag, ett versmått som troligen uppfanns vid Knut den stores hov. Även Sigvat Tordsson diktade sin Knútsdrápa på töglag, men enligt Finnur Jónsson var Tögdrapa troligen den första dikten på detta versmått. De flesta av diktens bevarade åtta strofer finns i Olav den heliges saga i Heimskringla.

### Stillhetssången (Glælognskviða)
Dikten författades till kung Svein Alfivassons ära år 1031 på det gamla – vid denna tid nästan föråldrade – versmåttet kviduhatt (kviðuháttr). Namnet syftar kanske på den förhållandevis lugna tiden i Norge efter slaget vid Stiklastad. Tio strofer ur dikten finns bevarade i Svein Alfivassons saga i Heimskringla. Första strofen, som består av tio rader, omtalar kungens ankomst till Norge. Övriga strofer behandlar hans uppehåll i Nidaros i samband med Olav den heliges gravöppning och de järtecken som då inträffade. Bland annat befanns den döde, efter mer än ett år i jorden, "lika röd i kinderna som han skulle ha varit om han nyss lagt sig att sova" och hår och naglar hade vuxit ut nästan lika mycket som de skulle ha gjort på ett år om han varit i livet:
| Rent ligger, rosigt ofrätt lovsälle kungens lik där; honom växer hår och naglar liksom på levande man. | þar svát hreinn með heilu liggr lofsæll gramr líki sínu, ok þar kná, sem kvikum manni, hár ok negl hónum vaxa. |  |

Kungamodern Alfiva, som de facto var Norges regent, åtog sig rollen av djävulens advokat för att bortförklara alla mirakler. Det slutade med att hon förlorade all respekt och blev utskälld. Torarin, som själv varit fiende till Olav så länge denne var i livet, uppmanade nu den tonårige kungen att bedja till sin forna ättefiende ty han är bra för Norge: Han uppnår hos Gud äring och fred åt alla.
| Olav bed att unna dig den grund han styrt, nu Guds man! Han hugnas av Herren själv med år och fred för allt folk. | Bið Óleif at hann unni þér, hann er guðs maðr, grundar sinnar – hann of getr af guði sjölfum ár ok frið öllum mönnum – |  |

Så stark var alltså redan nu tron på Olavs helighet, att sonen till hans starkaste motståndare får rådet att åkalla honom.
Dikten är av stort kulturhistoriskt och religionshistoriskt intresse.